# Rainbow Theatre
El Rainbow Theatre, conocido originalmente como Finsbury Park Astoria, es un monumento clasificado ubicado en Finsbury Park, Londres. El teatro fue construido en 1930 como una sala de cine, y con el paso del tiempo se transformó en un sitio de conciertos. Actualmente es utilizado para realizar reuniones de la Iglesia Universal del Reino de Dios.
Artistas como The Beach Boys, Frank Zappa, Alice Cooper, Ramones, Pink Floyd, Iron Maiden, Bob Marley, Deep Purple y Queen, entre muchos otros, brindaron conciertos en el teatro. Incluso algunos de ellos grabaron álbumes en directo de sus presentaciones en el lugar.